# QuattroPole

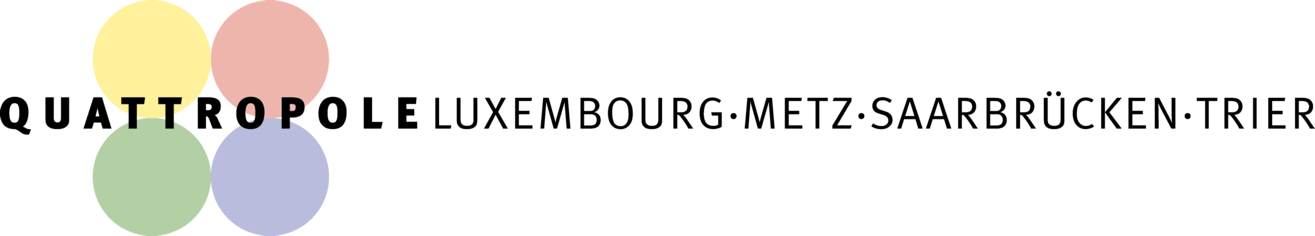
Logo du réseau de villes QuattroPole Luxembourg, Metz, Saarbrücken, Trier

QuattroPole est un réseau de villes transfrontalier composé de Luxembourg, Metz, Sarrebruck et Trèves. Depuis 2000, les quatre villes coopèrent à la suite de la signature d’une déclaration d’intention. En vue d’approfondir cette coopération, les quatre maires et 40 conseillers municipaux (dix par ville) ont créé en octobre 2014 une association de droit allemand.

## Histoire
La déclaration d'intentions de QuattroPole, qui constitue donc son acte de naissance, a été exposée à Metz le 29 février 2000 par : 
- Lydie Polfer, bourgmestre de Luxembourg ;
- Jean-Marie Rausch, maire de Metz ;
- Charlotte Britz, maire de Sarrebruck  ;
- Wolfram Leibe, maire de Trèves.

## Mission et objectif de coopération
La coopération dans le cadre de cette structure associative a pour objectif l’élaboration de stratégies politiques communes et la pérennisation des échanges entre les administrations des quatre villes. Elle doit aider à gommer les effets séparateurs des frontières pour les quelque 530 000 habitants des villes de QuattroPole et leur faire prendre conscience de leurs intérêts communs. Les quatre villes rendront ainsi possible la réalisation de projets concrets d’ampleur transfrontalière dans divers domaines.

## Fonctionnement
Les organes politiques du réseau de villes QuattroPole sont le Directoire, qui se compose des maires des quatre villes, et l’Assemblée générale. Cette dernière se compose de dix conseillers municipaux par ville et des quatre maires.
Les organes politiques de l’association définissent l’orientation stratégique de la coopération. L’assemblée générale élit un(e) Président(e) pour une durée de deux ans. Le Président élu de l'association QuattroPole pour les années 2017-2018 est Dominique GROS, Maire de Metz.
Depuis juillet 2015, le réseau de villes QuattroPole dispose d’un Secrétariat général. Ce dernier est implanté à la Maison de la Grande Région à Esch-sur-Alzette au Luxembourg. Les missions du Secrétariat couvrent notamment la préparation des réunions du Directoire et de l’Assemblée générale (tant sur le plan matériel que des contenus), la coordination des travaux entre les organes politiques et les groupes de projets ainsi que la gestion centralisée des finances et la comptabilité.
Les groupes de projet œuvrent à l’initiation et à la pérennisation d’actions communes. Composés de spécialistes des quatre villes, ils élaborent et concrétisent des projets dans le domaine du tourisme, de la culture, de l’économie, du numérique, de l’énergie et de la politique sociale communale.

## Vision d'avenir de QuattroPole
Conjointement à la création de l’association en octobre 2014, il a été décidé de réaliser une vision d’avenir de la coopération des villes de Luxembourg, Metz, Sarrebruck et Trèves. La vision d’avenir fait office de document d’orientation dont le but est d’approfondir la coopération entre les villes et de consolider la visibilité de QuattroPole sur l’échiquier européen.
Ce Leitbild, terme allemand signifiant en français une sorte d’« idéal réaliste », est le fruit de nombreux groupes de travail et d’entretiens effectués au sein des quatre villes pendant près d’un an par trois experts de la coopération transfrontalière, afin de proposer des projets qui concordent avec les ambitions du réseau de villes. Le rapport a été rédigé sur la base de nombreuses rencontres avec les administrations municipales et des acteurs externes tels que des représentants d’Universités, de chambres de commerce et d’autres institutions publiques et privées.

## Champs d'action
Un réseau dynamique
- Économie / Numérique

Organisation d’un marketing régional commun
- Mobilité

Lobbying politique pour une meilleure infrastructure de transport entre les villes et pour une meilleure desserte sur le réseau européen des lignes grande vitesse
Un réseau attractif
- Tourisme

Offre touristique commune et coopération pour établir les villes de QuattroPole comme destination touristique attractive
- Culture

QuattroPole organise des manifestations culturelles et œuvre au soutien et à la diffusion de la diversité culturelle au sein de la Grande Région
Un réseau engagé
- Énergie

Échanges approfondis sur les différents systèmes de gestion de l’énergie dans les bâtiments publics
- Intégration et inclusion

Échanges et partages de savoir-faire entre les administrations des quatre villes dans les domaines de l’intégration et de l’inclusion
- Développement durable

Premier réseau transfrontalier du commerce équitable, soutien de la mobilité douce

## Documentation
- Déclaration QuattroPole
- Rapport final de la Vision d'avenir de QuattroPole
- Annexe à la Vision d'avenir de QuattroPole